# Thalictrum pedunculatum
Thalictrum pedunculatum är en ranunkelväxtart som beskrevs av Michael Pakenham Edgeworth. Thalictrum pedunculatum ingår i släktet rutor, och familjen ranunkelväxter. Inga underarter finns listade i Catalogue of Life.